# Aschisma occultum
Aschisma occultum là một loài rêu trong họ Pottiaceae. Loài này được Müll. Hal. ex G. Roth mô tả khoa học đầu tiên năm 1911.